# Otavice
Otavice ist ein Dorf in Kroatien in der Nähe der Stadt Drniš, welches sich in der Gespanschaft Šibenik-Knin in Norddalmatien befindet. Otavice liegt im Peter-Tal (Petrovo Polje) und ist von den Bergen Svilaja und Moseć umgeben. An der Ortschaft fließt der Fluss Čikola vorbei.
Erst im 20. Jahrhundert siedelten die Einwohner des Dorfes vom Berg Svilaja hinunter ins Tal.
Zurzeit leben zirka 190 Einwohner in Otavice. Der größte Teil der eigentlichen Bevölkerung ist aus wirtschaftlichen Gründen in größere Städte Kroatiens wie Split, Šibenik oder Zagreb oder sogar ins Ausland abgewandert.
Berühmtester Sohn ist der weltweit bekannte Bildhauer Ivan Meštrović.

## Kroatienkrieg
Während des Kroatienkrieges wurde die ausschließlich kroatische Bevölkerung von serbischen Truppen vertrieben, deren Häuser geplündert und niedergebrannt. So wurde auch der Wald auf dem Berg, auf dem das Mausoleum von Ivan Meštrović steht, abgeholzt. Auch dem Mausoleum selbst wurde erheblicher Schaden zugefügt.

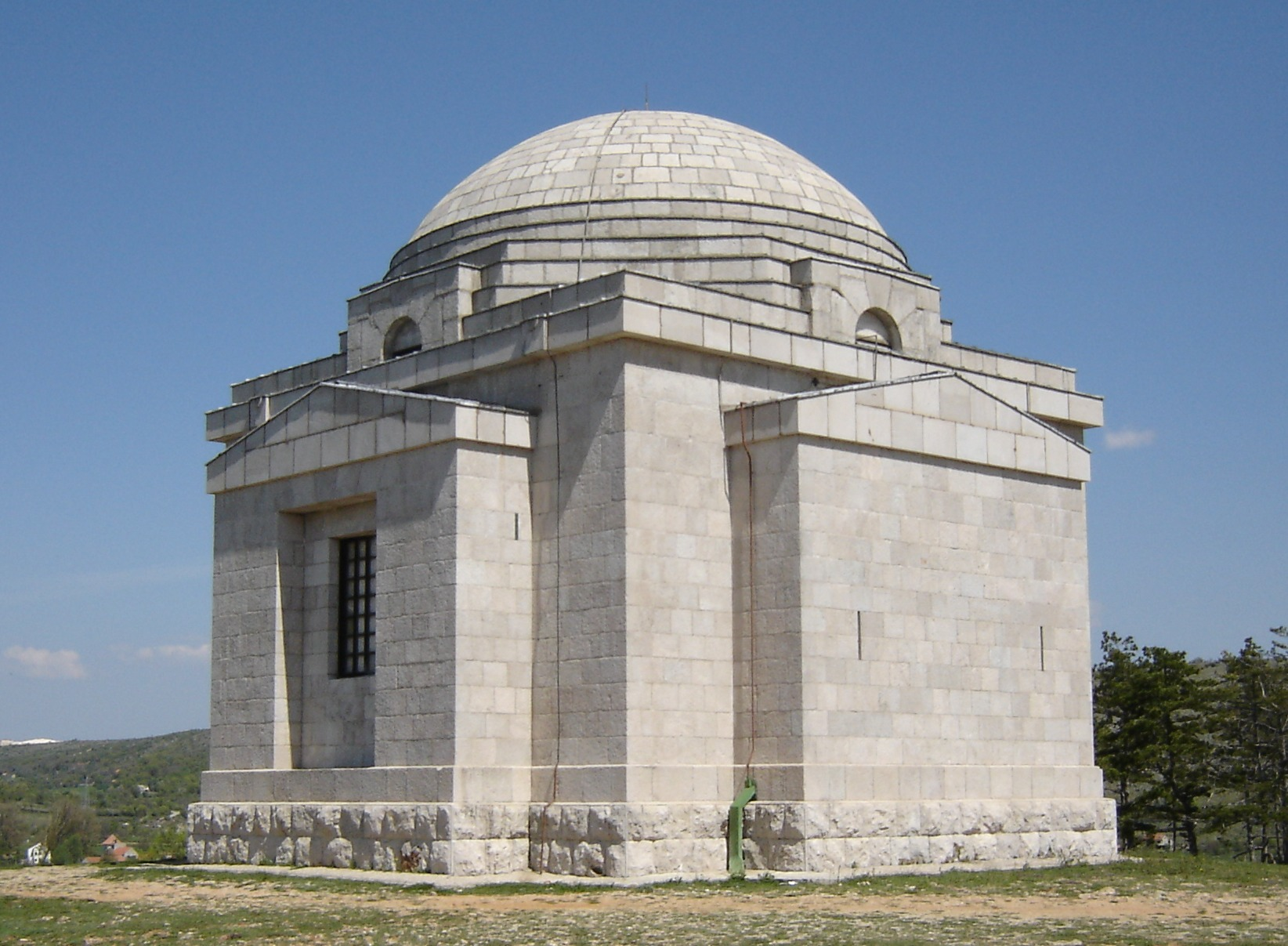
Das Mausoleum von Ivan Meštrović

## Sehenswürdigkeiten
Auf einem kleinen Berg inmitten des Dorfes erbaute Ivan Meštrović einen Kreuzkuppelbau als Begräbnisstätte für sich und seine Familie.